# Infinity Land
Albums de Biffy Clyro
The Vertigo of Bliss
(2003) Puzzle
(2007)
Singles
1. There's No Such Thing As A Jaggy Snake
Sortie : 31 mai 2004
2. Glitter and Trauma
Sortie : 9 août 2004
3. My Recovery Injection
Sortie : 20 septembre 2004
4. Only One Word Comes To Mind
Sortie : 14 février 2005

Infinity Land est le troisième album du groupe écossais de rock alternatif Biffy Clyro, publié le 4 octobre 2004, par Beggars Banquet Records.

## Parution et réception
Il sort un an seulement après The Vertigo of Bliss. Quatre singles en sont extraits de l'album : There's No Such Thing As A Jaggy Snake, Glitter and Trauma, My Recovery Injection et Only One Word Comes To Mind.
Comme chacun des trois premiers albums du groupe, il n'est joué au complet qu'une seule fois : le 15 décembre 2005 au King Tut's Wah Wah Hut de Glasgow.

### Succès commercial
Il atteint la 47e place des charts albums au Royaume-Uni.
| Classement                    | Meilleure position |
| ----------------------------- | ------------------ |
| Royaume-Uni (UK Albums Chart) | 47                 |

## Caractéristiques artistiques

### Analyse musicale
Simon Neil déclare dans plusieurs interviews que le titre de l'album est une référence au tueur en série Jeffrey Dahmer : « C'était dans un livre de Jeffrey Dahmer, il parle de son idéal, qui est appelé Infinity Land - son idée du paradis - ce qui est vraiment sombre, être entouré de cadavres et de la merde. Vous ne savez pas de quoi il s'agit, cela pourrait sonner optimiste, mais quand vous savez ce dont il parle, cela devient très sinistre. D'une certaine manière, c'est assez cool que les gens ne savent pas à quoi nous faisons allusion, que les gens font leurs propres significations des choses ... cela pourrait être assez optimiste, mais ça ne l'est pas ».
Il voit entrer le groupe dans un territoire plus sombre en termes de contenu sonore et lyrique. Il favorise aussi diverses expériences consécutives au précédent album, comme l'utilisation d'un tempo 5/4 (There is no Such Thing as a Jaggy Snake), les changements multiples de tempos, les changements de clés et les variations instrumentales.
L'album contient une piste cachée, Feed Tradition, à la fin du dernier morceau Pause and Turn It Up, après environ 18 minutes de silence précédant un court poème, lu par Simon Neil, dédié à sa défunte mère. Feed Tradition peut également être trouvé en face B du vinyle Only One Word Comes To Mind.

### Pochette
La pochette de l'album est réalisée par Chris Fleming, ainsi que celles de tous les singles extraits.

## Liste des chansons
Toutes les chansons sont écrites et composées par Simon Neil, James Johnston et Ben Johnston.
| No  | Titre                                                                     | Durée |
| --- | ------------------------------------------------------------------------- | ----- |
| 1.  | Glitter and Trauma                                                        | 5:10  |
| 2.  | Strung to Your Ribcage                                                    | 2:40  |
| 3.  | My Recovery Injection                                                     | 4:14  |
| 4.  | Got Wrong                                                                 | 2:58  |
| 5.  | The Atrocity                                                              | 3:10  |
| 6.  | Some Kind of Wizard                                                       | 3:51  |
| 7.  | Wave Upon Wave Upon Wave                                                  | 5:47  |
| 8.  | Only One Word Comes to Mind                                               | 4:30  |
| 9.  | There's No Such Man as Crasp                                              | 1:25  |
| 10. | There's No Such Thing as a Jaggy Snake                                    | 4:50  |
| 11. | The Kids from Kibble and the Fist of Light                                | 3:54  |
| 12. | The Weapons Are Concealed                                                 | 3:31  |
| 13. | Pause It and Turn It Up                                                   | 25:31 |
| 14. | Tradition Feed (chanson cachée commençant à 24:27 de la piste précédente) | 1:25  |